# 华为Mate 10系列
华为Mate 10是由华为公司设计和销售的智能手机，为Mate系列手机，也是华为Mate 9的换代产品，包括Mate 10、Mate 10 Pro、Mate 10 Lite 三个版本，于2017年10月16日发布。
华为Mate 10是首款搭载麒麟970芯片的AI智能手机，AI能力有着极大的提升，攝像頭為徠卡雙鏡頭。2017年10月16日于德国慕尼黑正式发布。

## 概觀
Mate 10主打人工智能的輔助運算單元，其神經網路學習能力讓更多應用成為可能，例如內建的照相功能就與AI整合化，事先學習了數萬張相片的場景，讓使用者拍照時軟體能自動辨識13種場景命中率極高，之後自動調整光圈等等參數，主推人人能達攝影大師的技術。另有翻譯軟體功能也透過AI達到更高正確率，支援拍照翻譯的圖像辨識OCR，避免輸入外文的困境，未來更多人工智能軟件的上市將開拓更多功能。
徠卡雙鏡頭有4和1混合對焦 (PDAF + CAF + Laser + Depth Auto Focus) 以及 OIS光學防手震機能，行動攝影測試機構 DxOMark Mobile給予97分的評價，pro版支援IP67 防水，但須注意Pro版不支援記憶卡擴充內有儲存空間為128GB。
電話功能方面有少見的 4G+4G 雙卡雙待配置，能使用兩個門號，支援 217 個國家的 4G LTE頻段。 Pro版為USB-C 轉 3.5mm耳機插，而一般版保留了傳統耳機插口。充電功能是專利SuperCharge快速充並支援反向充電，能減少自己電量為其他裝置充電。
Mate 10有一特殊功能就是擬態PC模式，透過一根USB Type-C轉HDMI線能接上桌面電腦的HDMI螢幕，將手機畫面顯示於大螢幕上提供類似電腦的體驗，此時手機螢幕將變成觸控板操作鼠標或是鍵盤，也能外接藍芽鍵盤和滑鼠，手機等同於一台電腦主機，但此功能耗電較高，有部分APP也不支援大螢幕顯示，所以較用於商務人士臨時辦公處理或是特定的電玩遊戲。
Mate 10 Pro另有高價的保時捷設計版，內置儲存將加大到 256GB，外觀有保時捷設計圖標和專用桌面、專用配件套組，背蓋鑽石黑仿陶瓷外殼。

### Mate 10 Lite
华为还发布Mate 10的"Lite"版本，在马来西亚称为Nova 2i，在中国称为麦芒6，在印度称为荣耀9i。该版本价格低于中档的P系列和荣耀系列手机：搭载2.36/1.7 GHz的麒麟659处理器，配备Mali T830 MP2 GPU，性能约为旗舰机型上的麒麟970的一半，大致与旧款P8相当。仅有一个内存/存储配置，即4GB/64GB。手机配备5.9英寸IPS LCD显示屏，分辨率为1080x2160，屏幕比例为18:9。该版本搭载3340毫安时的电池，后置1600万像素摄像头，并运行旧版Android 7.0/EMUI 5.1软件。尺寸为156.20 x 75.00 x 7.50（高 x 宽 x 厚），重量为164.00克。华为Mate 10 Lite提供单卡或双卡（GSM和GSM）配置。

## 延伸阅读
- 一款美国政府不希望你买的华为高端手机（页面存档备份，存于）（紐約時報中文網，2018-01-26）